# المقبل (الرجم)

تعديل مصدري - تعديل

المقبل هي إحدى قرى عزلة الجرادي بمديرية الرجم التابعة لمحافظة المحويت، بلغ تعداد سكانها 349 نسمة حسب تعداد اليمن لعام 2004.